# 키린데라 학살
키린데라 학살은 2023년 3월 12일, 연합민주군(ISCAP으로도 알려짐) 소속 지하드주의자들이 콩고 민주 공화국 북키부주 베니도의 키린데라 마을을 공격하여 민간인 19명을 살해한 사건이다. 이 학살은 ADF/ISCAP이 민간인 약 40명을 살해한 무콘디 학살이 일어난 지 며칠 후에 발생했다.

## 배경
콩고 민주 공화국과 우간다 인근에 기반을 둔 극단주의 이슬람 무장 단체인 연합민주군은 2018년 이슬람 국가에 공식적으로 바야아를 맹세했으며, IS는 2019년에 ADF가 이를 감행했다고 주장했다. ADF는 결국 이슬람 국가 중앙아프리카 지부(ISCAP)를 결성하여 북키부주에서 민간인들을 대규모로 공격했다.
키린데라 학살은 2023년 초 베니도에서 민간인을 공격하기 위한 ISCAP의 대규모 전역 중 일어났다. 학살 며칠 전 약 40명의 민간인이 무콘디 학살로 사망했다.

## 학살
학살은 2023년 3월 12일 현지 시간 오전 1시에 시작되었다. 공격에서 지하드주의자들은 먼저 보건소를 공격하여 두 명을 살해한 후 민간인들이 숨어 있던 모텔 접수 센터로 이동했다. 모텔에서 11명의 민간인이 살해되었다. 지하드주의자가 마을로 진입한 계곡에서 두 명이 더 살해되었다. 보건소, 호텔, 많은 민간인 가옥과 차량 다섯 대도 지하드주의자들에 의해 불탔다. 콩고 관리는 학살로 19명이 살해되었고, 알려지지 않은 더 많은 사람들이 ISCAP에게 납치되었다고 밝혔다.
키린데라 시장인 요아킴 비아굴루아는 학살 중에 콩고 민주 공화국군 개입을 조율했다고 진술했다.